# Аегна
Аегна (ест. Aegna; швед. Ulfsö) малено је острво смештено уз северну обалу Естоније, у Финском заливу Балтичког мора. Острво одваја Талински залив од отвореног мора. Административно припада граду Талину од кога је удаљено око 14 километара у смеру севера.
Површина острва је 2,93 км², а укупна дужина обалне линије око 10 километара. Острво је доста ниско и његова максимална висина је свега 13 метара. Према подацима са пописа становништва из 2011. на острву је живело свега 8 становника (или у просеку тек 2,73 стан/км²).
Острво је познато по својим пешачким стазама и популарно је летње излетиште за становнике Талина са којим је у том периоду повезано мањим трајектом. На острву се налази старо гробље, а локалне власти планирају претварање острва у туристички центар.